# ラウラ・ディアンティの肖像
『ラウラ・ディアンティの肖像』（伊: Ritratto di Laura Dianti, 英: Portrait of Laura Dianti）は、イタリアのルネサンス期のヴェネツィア派の巨匠ティツィアーノ・ヴェチェッリオが1520年から1525年頃に制作した肖像画である。油彩。フェラーラ公爵アルフォンソ1世・デステの愛人であり、のちに結婚するラウラ・ディアンティとアフリカ人の小姓を描いている。ラウラは青いドレスを着ており、彼女を見上げている小姓の右肩に左手を置いている。この肖像画はおそらくアルフォンソ1世・デステの肖像画と関連づけられており、公爵の死後、2人の結婚の正当性を争うために使われた点でも物議を醸している。ラウラの肖像画は多くの所有者を遍歴し、修復によりティツィアーノの署名が発見されるまで、多くの複製の1つであると考えられていた。現在はクロイツリンゲンのハインツ・キスターズ・コレクション（Heinz Kisters Collection）に所蔵されている。

## 人物
ラウラ・ディアンティは生前はこの名前では呼ばれておらず、代わりにラウラ・エウストキア（Laura Eustochia）として知られていた。美術史家ジェーン・フェア・ベスター（Jane Fair Bestor）はアルフォンソ1世が交際が始まったばかりの彼女に「ラウラ」と「エウストキア」の両方の名前を与えた可能性があると信じている。当時の高級娼婦は、より詩的な意味を持たせるために名前を変えることが一般的であり、この場合のラウラは、おそらくペトラルカが詩の中で愛を捧げた女性《ラウラ》を指している。一方のエウストキアは、ローマの聖パウラの娘で、聖ヒエロニムスの信奉者であり、聖ヒエロニムスが処女性について記した有名な手紙の受取り主である聖エウストキウムを指している。
一説によるとラウラは『毛皮を着た若い女性』（Ragazza in pelliccia）で初めてティツィアーノのモデルを務めた。また同じくティツィアーノの『フローラ』（Flora）におけるラウラの描写のために、「芸術の中で最も優雅に音楽を奏でるトランペット」として知られていた。女性作家・ジャーナリストのムリエル・シーガルによると、2人はヴェネツィアで、ティツィアーノが家族とともに市郊外にある妹の家に旅行していたときに出会ったという。出会った当時、彼女はアルフォンソ1世の愛人であった。ラウラは下層階級出身の女と見なされていたが、周囲の人々の尊敬を集め、フェラーラ宮廷の一員となった。1519年に公爵の2番目の夫人ルクレツィア・ボルジアが死去した後、公爵とラウラは結婚し、フェラーラ公爵夫人になったと考えられている。この肖像画が結婚前に描かれたのか、それとも結婚後に描かれたのかは美術史家の間で論争となっている。
ラウラは尊敬されてはいたが、フェラーラ公爵の他の夫人たちとは異なった扱いを受けていた。彼女は一族の宮殿とは別の邸宅に住んでいた。ラウラが1573年に死去すると、エステ家の他のメンバーとは別にフェラーラのサンタゴスティーノに埋葬された。

## 作品

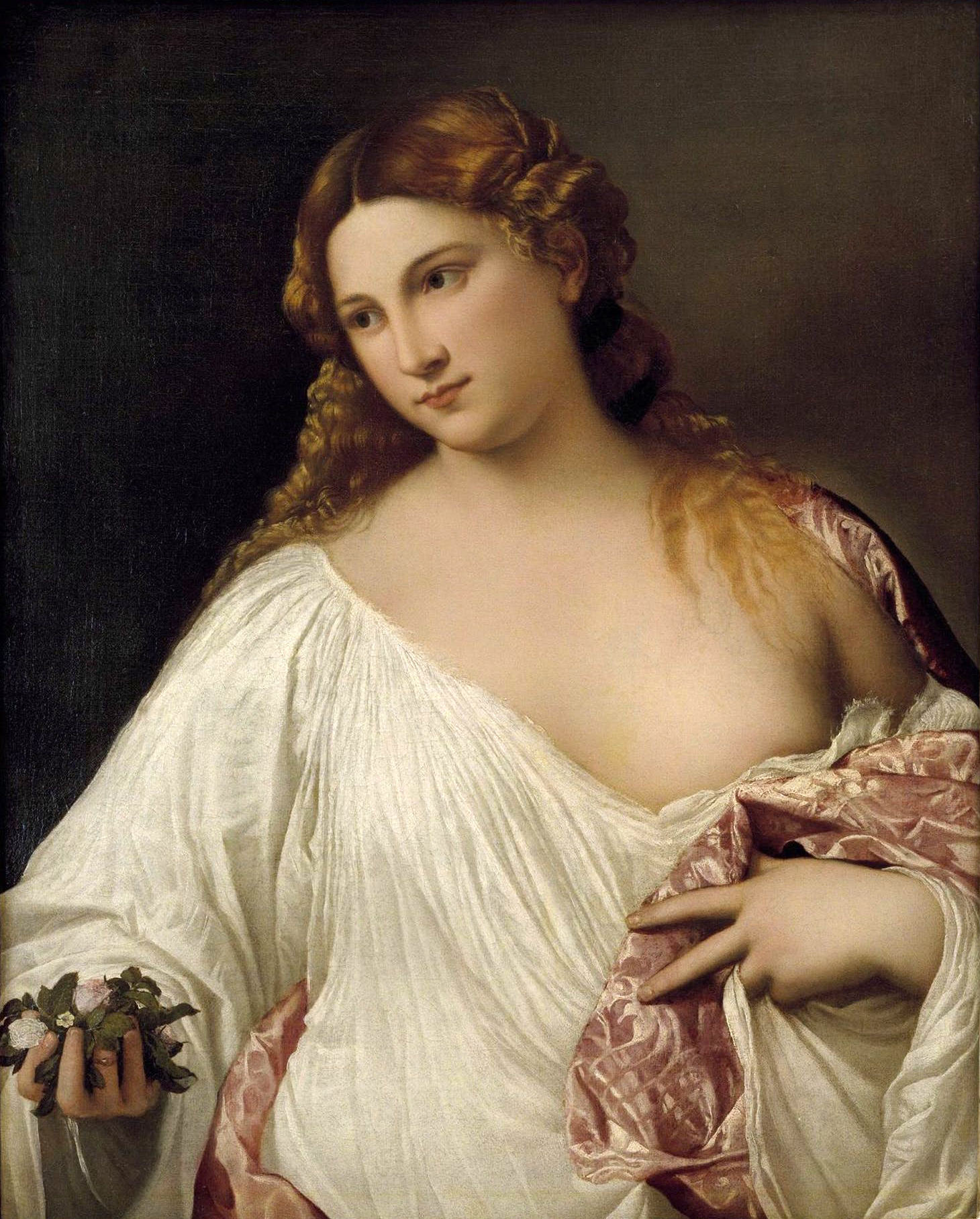
1515年頃の『フローラ』。ウフィツィ美術館所蔵。

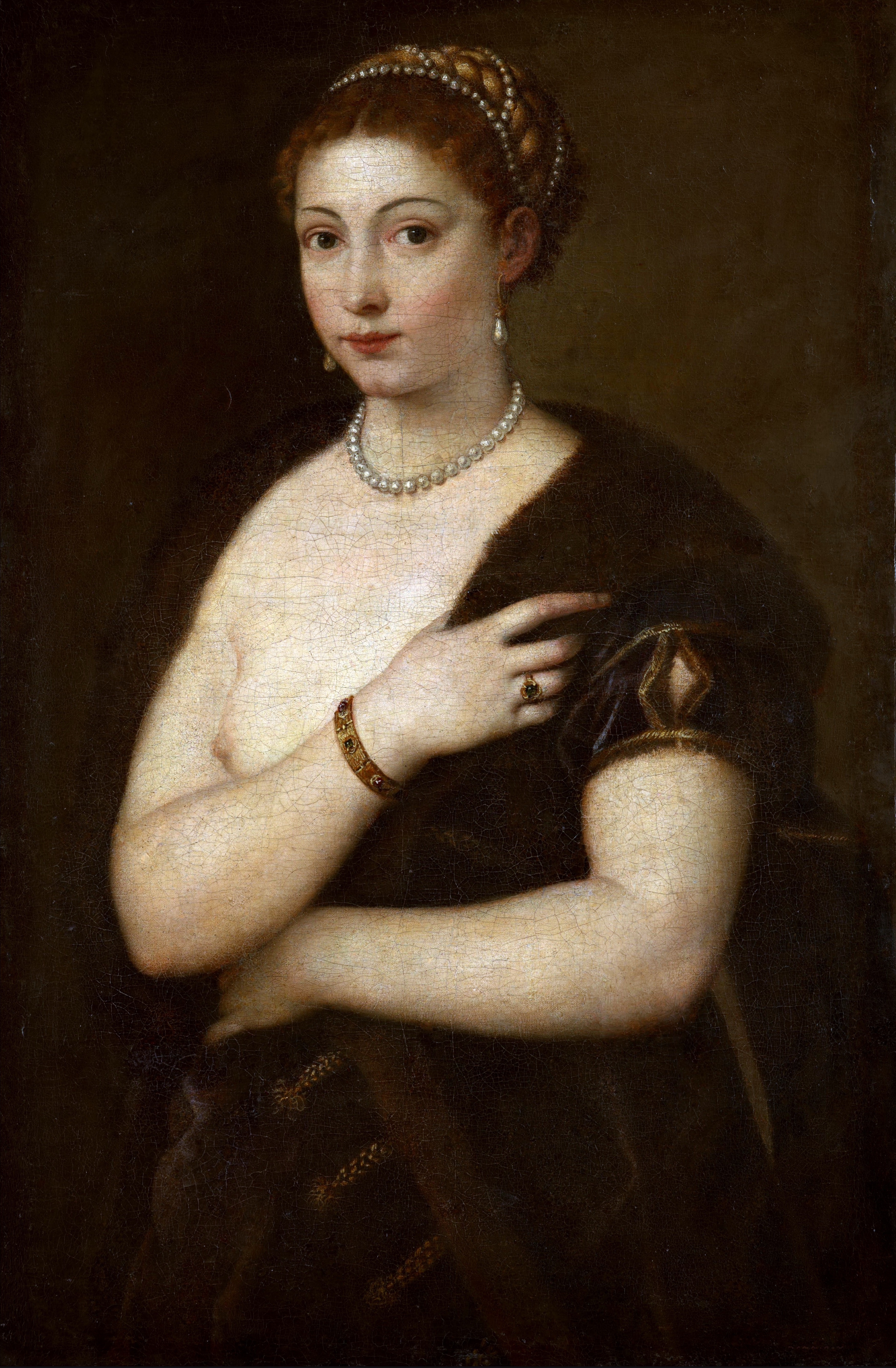
1535年頃の『毛皮を着た若い女性』。美術史美術館所蔵。

宝石と織物で作られた華やかな頭飾りを被り、ティアドロップの真珠のイヤリングを耳に着けた茶色の髪の女性が描かれている。頭飾りの中央には、赤色の人物らしき小像で飾られた小さなブローチが見える。ドレスはサテンと思われる鮮やかな青色の織物を使用しており、繊細な金製の宝飾と手首まで垂れ下がるシュミーズの白い重ね袖で飾られ、胸は背中までぐるりと回っている金色の帯で包まれている。ラウラは左手をアフリカ出身の幼い黒人の小姓の右肩に置き、小姓は触れられた感触に反応してラウラの方を見上げている。彼女はというと身体と顔は小姓のほうに向けているが、その黒い瞳は画面左を見つめている。小姓は黄色、オレンジ、緑といったカラフルな色彩の上着を着ており、腰のあたりを緑の帯で結んでいる。耳には渦巻き状の意匠の金製のイヤリングを身に着け、右手に1対の手袋を握っている。背景は人物の周囲に柔らかな照明が当てられた暖かみのある暗闇に包まれているが、場所を特定するようなものは一切描かれていない。
ラウラの肖像画は同様の構図から分かるように、一般的に『アルフォンソ1世・デステの肖像』の対作品と考えられている。並べて展示すると2つの人物像はたがいに内側を向き、同じバランス感覚を共有している。すなわち、ラウラは画面左のアフリカ人の小姓に寄りかかっており、同様にアルフォンソ1世もまた画面右に配置された軍の大砲に寄りかかっている。しかし、この説は2つの肖像画のサイズが異なり、本作品の方がより大きな画面に描かれているという事実のために異議が唱えられている。
「TICI/ANVS F」と署名されている。

### モデルの特定
以前は、この肖像画に描かれている女性はアルフォンソ1世の2番目の夫人ルクレツィア・ボルジアであると考えられていたが、後に美術史家カール・ユスティによって、3番目の夫人ラウラ・ディアンティであると判明した。

### 真筆性
合計6点の複製が世界各地に残存していると考えられており、手を介した多くのやり取りの中で、いつでもオリジナルと入れ替わった可能性がある。複製のうちの1点はルドヴィコ・カラッチが制作したと言われている。クロイツリンゲンの作品もまた、オリジナルの後に制作された多くの複製の1つと一般に考えられていたが、アメリカ合衆国で修復された後、本物の署名が発見され、実際に真筆画であることが判明した。

## 図像学

### 婚姻承認論争
肖像画はアルフォンソ1世とラウラ・ディアンティの息子アルフォンソを通じて玄孫として生まれたフランチェスコ1世・デステによって、1640年代に法廷での証拠として使用された。2人の結婚は教会によって許可されていたであろうが、アルフォンソ1世が2番目のルクレツィア・ボルジアの死後、ラウラを3番目の妻として迎えた当時の文書記録は存在しなかった。そのため肖像画は彼らの正当性を主張するエステ家によって争点として使用された。争点となったのは肖像画に描かれたラウラの服装や、エステ家における肖像画の扱われ方に関する問題であった。遺産を管理する側は、ラウラの服装は一族内の他の夫人の肖像画とは調和しない、情欲的な意味合いを暗示していると主張した。また、フェラーラに保管されていた一族の夫人の肖像画の中にラウラの肖像画が展示されていなかったため、2人は結婚していなかったとも主張した。対するフランチェスコ1世の反論は、この肖像画は結婚前に描かれたものであるため、現在起きている問題に対する証拠として数えられるべきではないこと、肖像画が別の場所に展示されたのは、アルフォンソ1世ではなく一族が結婚を認めることを拒否したことが原因だったというものであった。

### 黒人の小姓
肖像画に描かれた小姓についてはいくつかの解釈がある。美術史家メアリー・ロジャース（Mary Rogers）は、小姓に付き添われたラウラの姿は彼女の高い社会的地位を表すと見なすことができると主張する。当時、地位の高い女性が黒人の小姓を脇に従えて描かれることは珍しいことではなかった。他の解釈では、子供は愛人が付き添っていることを表すというローナ・ゴッフェン（Rona Goffen）の主張が含まれる。肖像画に子供を付随される意図は、それによって男性の欲望的な視線を防ぐことを目的としている。しかし、ラウラに向けられた小姓の視線は、より相応しい崇拝の方法ではないが、鑑賞者にも同じことをするように勧めている。

### 記章
彼女は赤色の人物像が描かれた帽章を着用しているが、ポール・カプラン（Paul Kaplan）は赤色は聖ヒエロニムスによく関連づけられる色であると述べている。この記章は彼女の別の名前であるエウストキアの言及であると考えられる。しかし、ピーター・ハンフリー（Peter Humfrey）は、この赤色の人物像は枢機卿のビレッタ帽を被っていないため、聖ヒエロニムスを表している可能性はなく、この人物は聖ヒエロニムスの代表的なものではないと主張している。

## 来歴
ジョルジョ・ヴァザーリは印刷されたラウラの肖像画について言及しており、バロック期のカルロ・リドルフィも1648年に肖像画について言及している。いくつかの複製とヴァリアントがあり、一般に真筆版と考えられているものは1599年にチェーザレ・デステからプラハの神聖ローマ皇帝ルドルフ2世に送られたバージョンと考えられている。しかし三十年戦争の最後の戦いであるプラハの戦いで起きた略奪により膨大な美術品とともにスウェーデンに移されたのち、スウェーデン女王クリスティーナのコレクションとなって、1654年にローマに持ち込まれた。その後複数のコレクションを経て1721年にオルレアン公フィリップ2世が収集したオルレアン・コレクションに加わった。オルレアン・コレクションの売却後は1800年にイギリスの個人コレクションに収蔵され、クック・コレクション（Cook collection）を経て、1876年にドイツ出身の起業家、画商、美術収集家ハインツ・キスターズのコレクションに加わった。

## ギャラリー
後代の複製

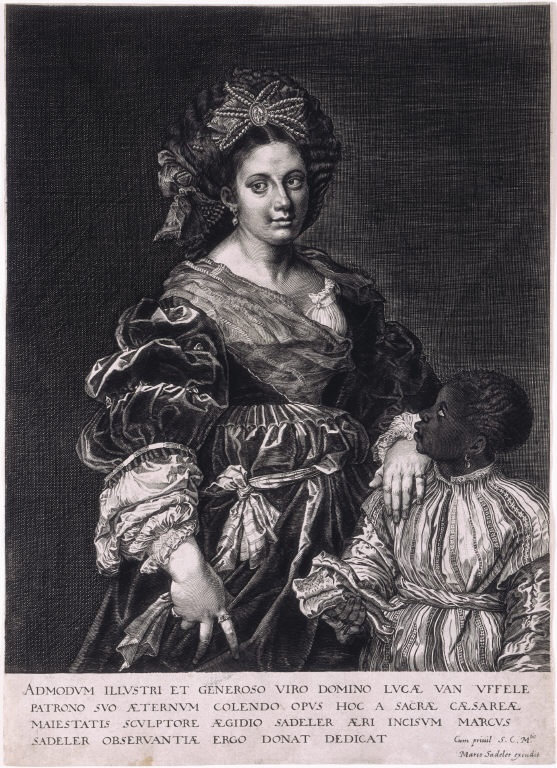
アギディウス・サデラー（英語版）の版画 16世紀-17世紀
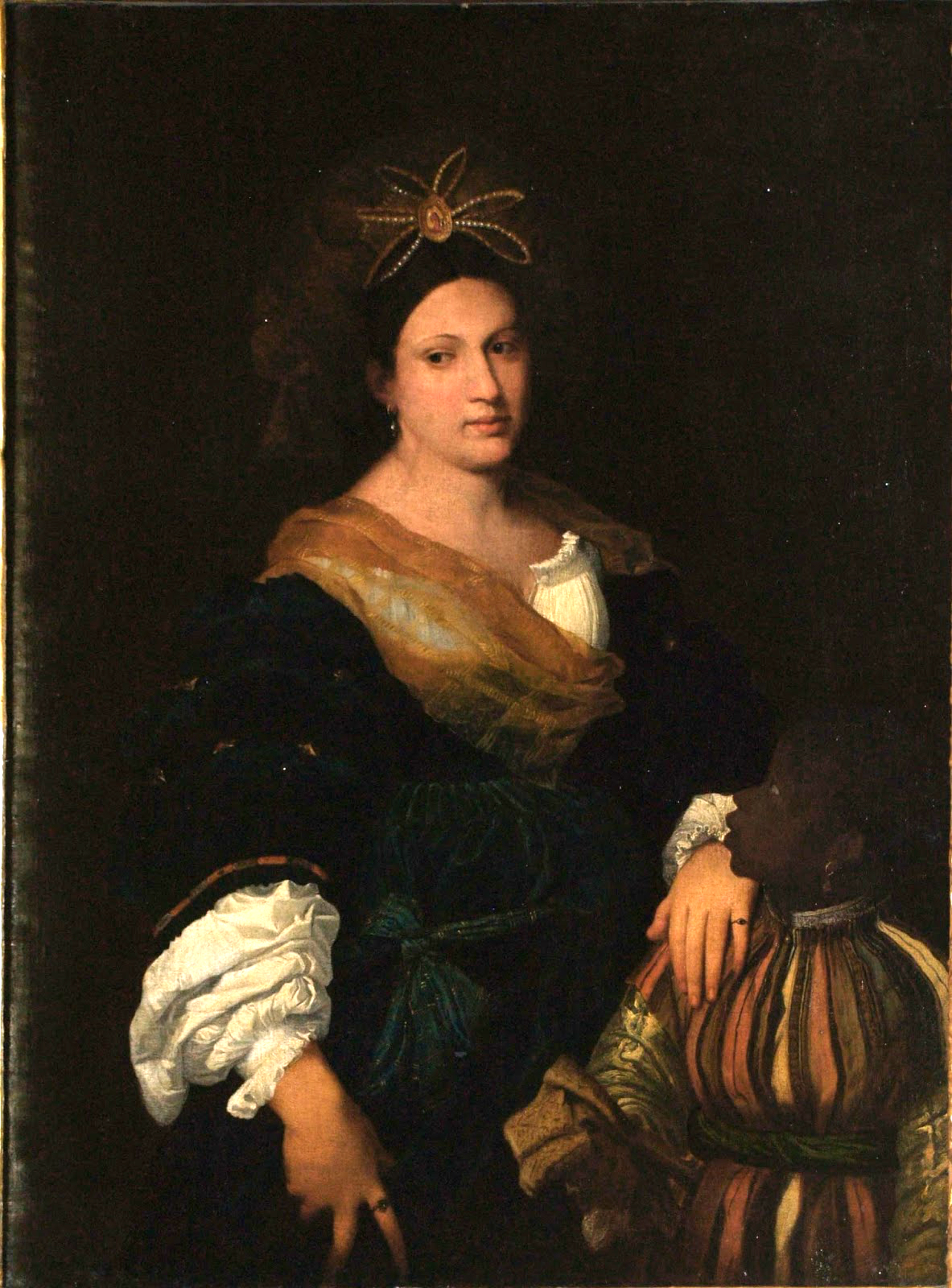
17世紀
制作年代不明